# Згорні Мотник
Згорні Мотник (словен. Zgornji Motnik) — поселення в общині Камник, Осреднєсловенський регіон, Словенія. Висота над рівнем моря: 501,9 м.